# Melanaphis sorghi
Espèce
Melanaphis sorghi est une espèce d'insectes hémiptères, un puceron appartenant à la superfamille des Aphidoidea. 

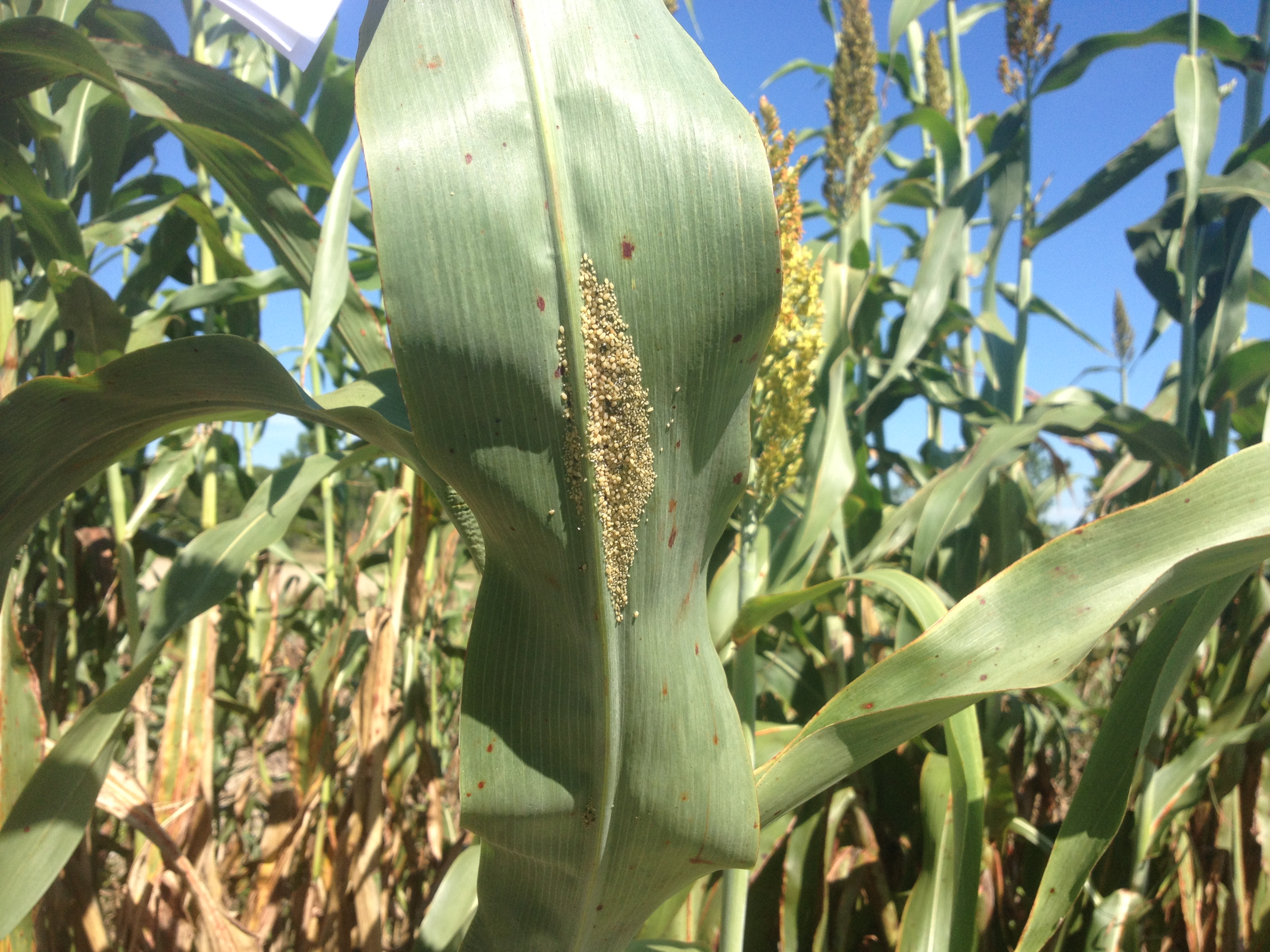
Colonie du puceron Melanaphis sacchari sous une feuille de sorgho.

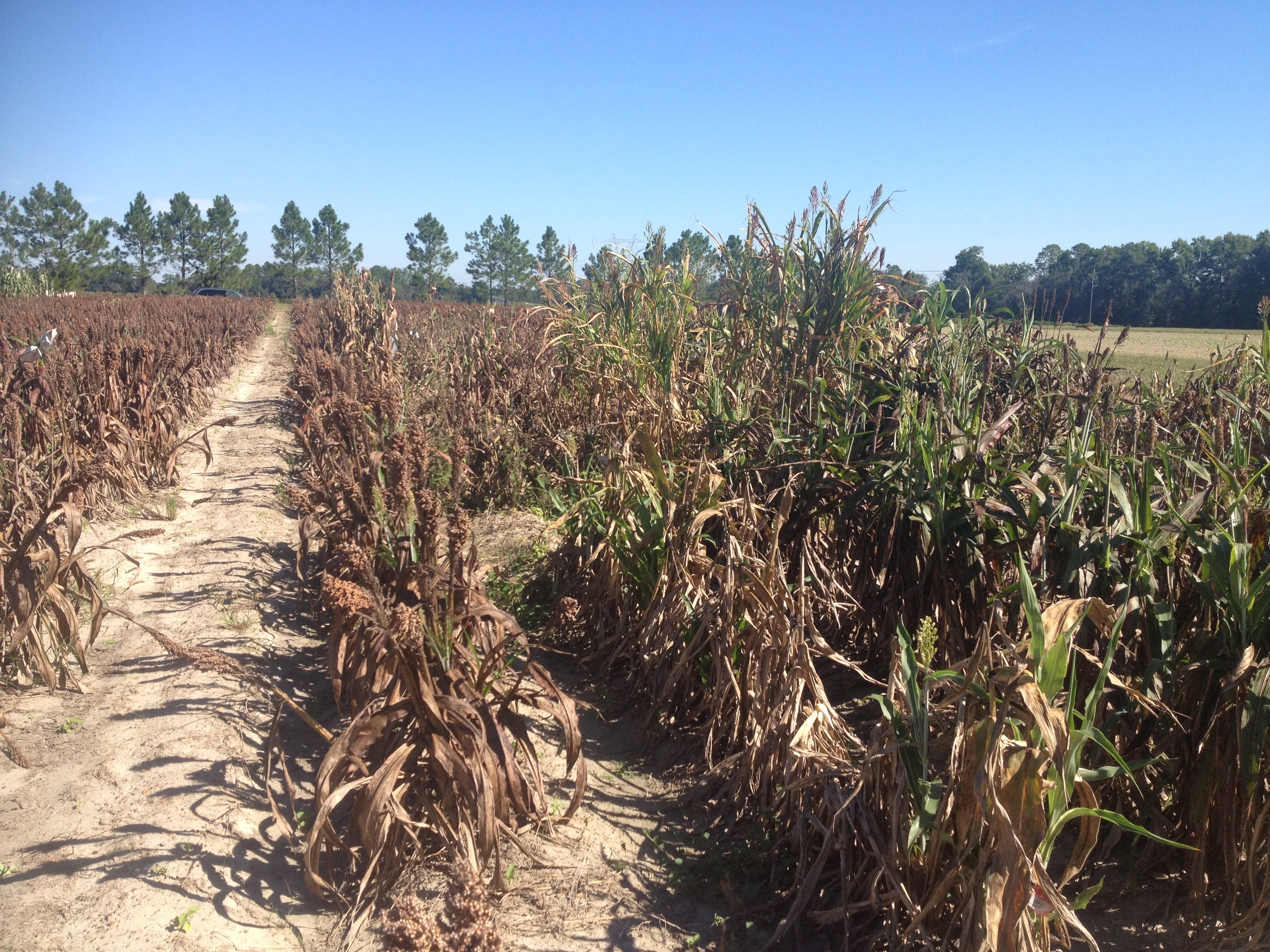
Parcelle de sorgho desséchée par une pullulation du puceron Melanaphis sorghi.

Ses principales plantes hôtes appartiennent au genre Sorghum (sorgho), mais il peut être rencontré sur d'autres Poaceae et notamment sur le genre Saccharum (canne à sucre),. Son aire de répartition originelle couvre l'Afrique et l'Asie. Il a été détecté sur le continent américain en 2013 et a depuis envahi la plupart des pays du continent américain.
Melanaphis sorghi a parfois été considéré dans la littérature scientifique comme un synonyme de Melanaphis sacchari, mais des travaux ont confirmé que les deux espèces sont bien distinctes.